# Американ Кениън
Американ кениън или Американски каньон (American Canyon) е град в окръг Напа, в района на залива на Сан Франциско, щата Калифорния, САЩ. Американ Кениън е с население от 9774 души. (2000) Общата площ на Американ Кениън е 10,70 кв. км (4,10 кв. мили), изцяло суша.
Американ Кениън се намира на 56 км (35 мили) североизточно от Сан Франциско.